# Сент-Елмо (Іллінойс)
Сент-Елмо (англ. St. Elmo) — місто (англ. city) в США, в окрузі Фаєтт штату Іллінойс. Населення — 1254 особи (2020).

## Географія
Сент-Елмо розташований за координатами 39°1′25″ пн. ш. 88°51′8″ зх. д. / 39.02361° пн. ш. 88.85222° зх. д. (39.023525, -88.852235).  За даними Бюро перепису населення США в 2010 році місто мало площу 2,53 км², з яких 2,47 км² — суходіл та 0,06 км² — водойми. В 2017 році площа становила 3,14 км², з яких 3,08 км² — суходіл та 0,06 км² — водойми.

## Демографія
Згідно з переписом 2010 року, у місті мешкало 1426 осіб у 551 домогосподарстві у складі 375 родин. Густота населення становила 563 особи/км².  Було 616 помешкань (243/км²).
Расовий склад населення:
| - 98,9 % — білих - 0,3 % — чорних або афроамериканців |

До двох чи більше рас належало 0,8 %. Частка іспаномовних становила 0,9 % від усіх жителів.
За віковим діапазоном населення розподілялося таким чином: 27,0 % — особи молодші 18 років, 53,6 % — особи у віці 18—64 років, 19,4 % — особи у віці 65 років та старші. Медіана віку мешканця становила 38,9 року. На 100 осіб жіночої статі у місті припадало 88,9 чоловіків;  на 100 жінок у віці від 18 років та старших — 79,8 чоловіків також старших 18 років.
Середній дохід на одне домашнє господарство  становив 37 650 доларів США (медіана — 32 708), а середній дохід на одну сім'ю — 40 974 долари (медіана — 35 909). Медіана доходів становила 30 813 долари для чоловіків та 23 594 долари для жінок. За межею бідності перебувало 28,2 % осіб, у тому числі 45,3 % дітей у віці до 18 років та 18,5 % осіб у віці 65 років та старших.
Цивільне працевлаштоване населення становило 567 осіб. Основні галузі зайнятості: освіта, охорона здоров'я та соціальна допомога — 21,0 %, мистецтво, розваги та відпочинок — 13,8 %, виробництво — 13,4 %, роздрібна торгівля — 13,2 %.